# Elastica
Elastica foi um conjunto musical de britpop formado em 1992, em Londres, após a saída de Justine Frischmann do Suede, da qual foi uma das fundadoras. Junto do baterista Justin Welch, outro ex-Suede, encontram a guitarrista Donna Matthews por meio de um anúncio na Melody Maker, e a baixista Annie Holland logo se une a eles, também. Assim, consolidava-se sua formação. O quarteto é mais conhecido por seu álbum autointitulado, de 1995, cujos singles alcançaram as paradas de sucesso tanto britânicas quanto americanas, e que superou Definitely Maybe, do Oasis, como o disco de estreia mais rapidamente vendido do Reino Unido, um recorde que levou cerca de onze anos para ser superado. A banda encerrou suas atividades ao fim dos anos 2000, amigavelmente. Lançaram, ainda, um último single no outono de 2001, "The Bitch Don't Work." Em 2017, houve boatos quanto a uma possível reunião da banda, após três dos membros, exceto Justine Frischmann, terem sido flagrados juntos em um estúdio. Justin Welch desmentiu-os pouco depois, entretanto, e anunciou que os integrantes do Elastica haviam se reencontrado apenas para trabalhar no relançamento, em um vinil colorido de edição limitada, de seu primeiro álbum.

## História

### Formação e primeirossingles
Na metade de 1992, Justine Frischmann e Justin Welch, ambos antigos membros da banda Suede, decidem formar um grupo. No outono deste mesmo ano, a baixista Annie Holland e a guitarrista Donna Matthews entram na banda, após responderem aos anúncios publicados na Melody Maker. É apenas em outubro daquele ano que o conjunto finalmente adota o nome Elastica, antes performando sob a alcunha Onk. Em outubro do ano seguinte, 1993, lançam seu primeiro single, "Stutter", em uma edição limitada que se esgota velozmente, graças aos esforços promocionais de Steve Lamacq, DJ da Radio 1 da BBC e chefe da gravadora Deceptive Records, o qual descobriu a banda mais cedo naquele ano. No entanto, é em 1994 que o Elastica atinge o Top 20 britânico, com "Line Up" e "Connection." Os tabloides ingleses também alavancaram o sucesso da banda, ao insistir em abordar o relacionamento amoroso de Justine Frischmann com Damon Albarn, do Blur.

### Primeiro disco e acusações de plágio
Em fevereiro de 1995, sai o single "Waking Up" e, por conta da semelhança dessa com "No More Heroes", são acusados de plágio pelas companhias detentoras dos direitos do grupo The Stranglers. O caso foi resolvido extrajudicialmente, com o Elastica pagando 40% dos royalties e dando créditos de coautoria aos Stranglers. Todavia, membros desta banda não deram importância ao plágio, com o baixista chegando a afirmar que, se dependesse dele, sequer haveria um processo, e concluindo sarcasticamente que este foi, em vinte anos, a primeira coisa que a companhia a qual estava filiado fez por ele. Apesar do problema legal, o single alcançou a décima terceira posição nas paradas britânicas, a melhor da carreira do quarteto.
No mês seguinte, em março, lançam o homônimo Elastica, que estreia já em número um nas paradas de álbuns ingleses. Por anos, ostentou, em seu país natal, o recorde de debute mais rapidamente vendido. Ele só foi superado em 2006, por "Whatever People Say I Am, That's What I'm Not", do Arctic Monkeys. 
Ainda em 1995, o grupo Wire processou o Elastica, acusando-os de usar indevidamente as melodias do Wire. Destacou-se que a música "Line Up" do Elastica possui um refrão semelhante à da música "I am the fly" do Wire, e a abertura de "Connection" é praticamente igual à "Three Girl Rhumba" do Wire. De fato, a banda pretendia samplear a introdução da música diretamente. Outro grupo, o The Stanglers, também comentaram que a música "Waking Up" do Elastica possui uma semelhança com a sua música "No More Heroes" do The Stranglers. O grupo nunca negou essas acusações e não demonstrava vergonha por essas semelhanças, afirmando ainda que todos grupos pop tomaram idéias emprestadas e que toda música no final das contas era reciclada. 

### Os problemas para o segundo disco
Após uma longa temporada de apresentações, a banda começou a apresentar problemas pessoais. Em 1997, a baixista Annie Holland deixou a banda, culpando lesões por esforços repetitivos resultados do excesso de apresentações como o motivo de sua saída. Em 1999 Donna Matthews deixou o grupo. Outras mudanças na banda se seguiram, atrasando o lançamento do segundo disco, o que alimentou uma série de rumores em volta do perfeccionismo de Frischmann.
Um EP gravado às pressas foi lançado em 1999, e o álbum seguinte, "The Menace", foi finalmente lançado em 2000 com vendas modestas. Uma nova formação foi anunciada com dois tecladistas substituindo Matthews para a turnê seguinte, reestreando em solo britânico durante o Festival de Reading de 1999. Em 2000 se seguiu a turnê de lançamento do disco The Menace com relativo sucesso, apesar disso, as apresentações nos festivais que se seguiram foram comprometidas por doenças contraídas pelos integrantes. O grupo lançou um último single "The Bitch Don't Work" em edição limitada e anunciou o seu fim em setembro de 2001.

### Drogas
Após o fim da banda, em 2002 o grupo confessou no livro de histórias do Britpop The Last Party de John Harris que a maioria dos membros da banda tiveram sérios problemas com o vício em heroína durante a duração da banda. Isso também foi apontado como a principal causa do lento ritmo de trabalho e os desentendimentos pessoais nos anos finais. Também foi o motivo pelo qual Holland saiu da banda, apesar de ter retornado para a turnê do último disco. Apesar dos fãs suspeitarem, essas informações nunca haviam sido reveladas anteriormente.

## Membros

### Membros principais
- Justine Frischmann  (1991–2001) - vocal e guitarra
- Donna Matthews  (1991–1999) - guitarra e vocal
- Annie Holland  (1991–1996, 1999–2001) - baixo
- Justin Welch  (1991–2001) - bateria
- Dave Bush (1997–2001) - teclado
- Paul Jones  (1998–2001) - guitarra
- Mew (1999–2001) - teclado e vocal

### Outros membros
- Sheila Chipperfield (1996–1998) - baixo
- Abby Travis (1995-1996) - baixo
- Anthony Genn (1996) - teclado
- Damon Albarn (no disco de estréia) - guitarra  (creditado sob o pseudônimo "Dan Abnormal")

## Discografia

### Álbuns
- Elastica (1995)
- The Menace (2000)

### EP
- 6 Track EP (1999)

### Coletâneas
- Radio 1 Sessions Live (2001)

### Singles
- "Stutter" (1993)
- "Line Up" (1994)
- "Connection" (1994)
- "Waking Up" (1995)
- "Car Song" (1995)
- "Mad Dog" (2000)
- "The Bitch Don't Work" (2001)